# Ново-Село (Старозагорская область)
Ново-Село (болг. Ново село) — село в Болгарии. Находится в Старозагорской области, входит в общину Стара-Загора. Население составляет 95 человек.

## Политическая ситуация
Ново-Село подчиняется непосредственно общине и не имеет своего кмета.
Кмет (мэр) общины Стара-Загора — Светлин Танчев (Граждане за европейское развитие Болгарии (ГЕРБ)) по результатам выборов в правление общины.